# Scinax pedromedinae
Espèce
Synonymes
- Ololygon pedromedinae Henle, 1991

Statut de conservation UICN

 LC  : Préoccupation mineure
Scinax pedromedinae est une espèce d'amphibiens de la famille des Hylidae.

## Répartition
Cette espèce se rencontre :
- au Pérou ;
- au Brésil dans l'ouest de l'Amazonas et dans l'État d'Acre ;
- dans le Nord de Bolivie.

Sa présence est incertaine dans l’extrême Sud-Est de la Colombie.

## Étymologie
Cette espèce est nommée en l'honneur de Pedro Medina Pizango.

## Publication originale
- Henle, 1991 : Ololygon pedromedinae sp. nov., ein neuer Knickzehenlaubfrosch (Hylidae) aus Peru. Salamandra, vol. 27, no 1/2, p. 76-82.